# Tottvalltjärnen (Åre socken, Jämtland)
Tottvalltjärnen är en sjö i Åre kommun i Jämtland och ingår i Indalsälvens huvudavrinningsområde.